# Gilbert Hernandez

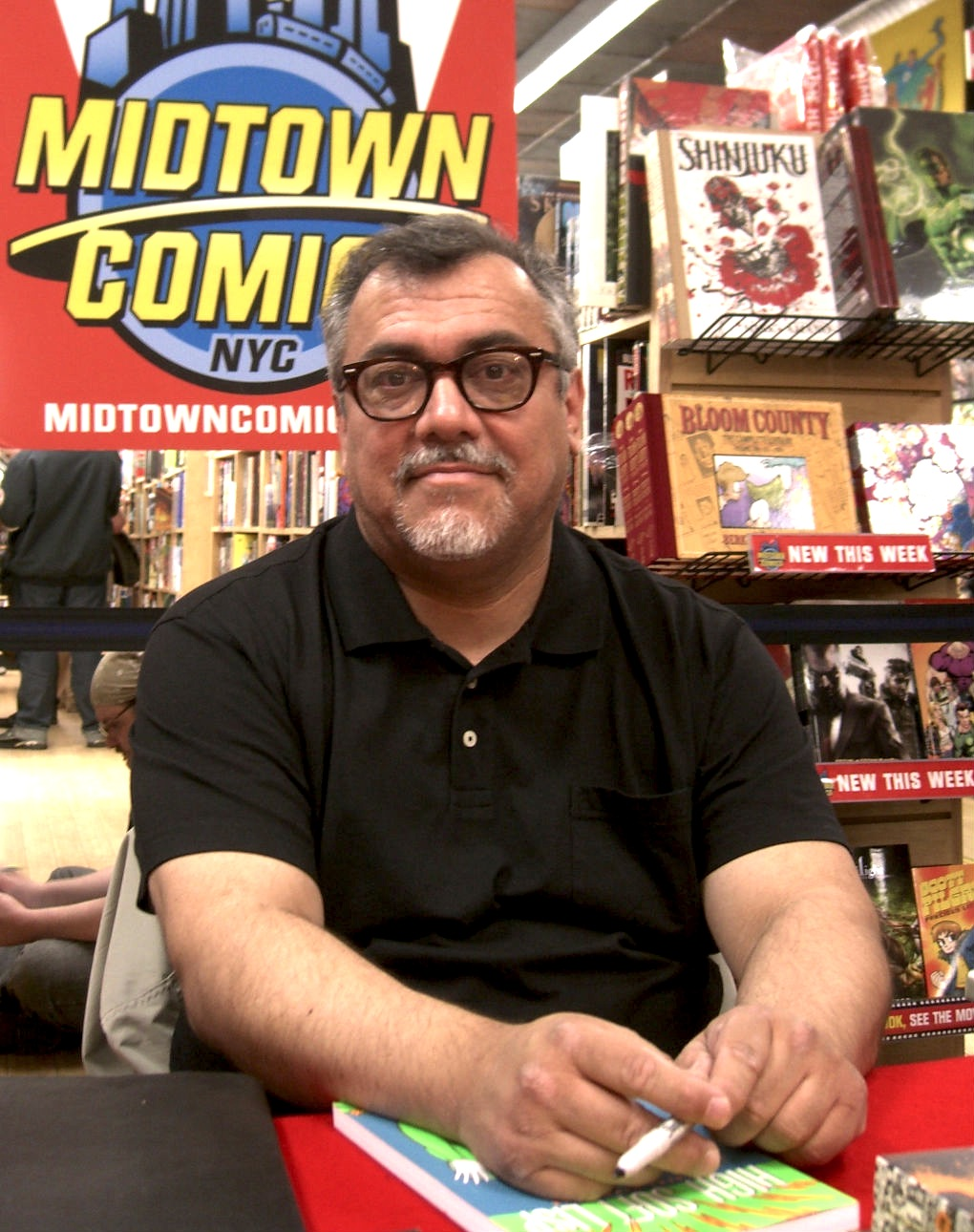
Gilbert Hernandez (2010)

Gilbert Hernandez (* 1957 in Oxnard, Kalifornien) ist ein US-amerikanischer Comiczeichner. Gemeinsam mit seinen Brüdern Jaime und Mario schuf er Love and Rockets, eine Serie, zu der jeder der Brüder eigene Beiträge leistete und die in der Independent-Comic-Szene auf große Resonanz stieß.

## Leben
In den 1970er Jahren entwickelten Gilbert und sein Bruder Jaime Hernandez die Heftserie Love & Rockets, die Adoleszenz, Musik – häufig Punkrock –, Familienleben und Sexualität, oft in lateinamerikanischen Städten und Dörfern, thematisiert. In den 1980er Jahren entwarfen sie Plakate für lokale Bands. 2003 erschien bei Fantagraphics der Band Palomar, der das Leben in einem gleichnamigen Dorf in Mittelamerika thematisiert und von der Kritik mit Gabriel Garcia Márquez’ Hundert Jahre Einsamkeit verglichen wurde. Er gewann mehrere Harvey Awards, einen Kirby Award und einen Inkpot Award. In deutscher Sprache werden die Comics von Reprodukt herausgegeben. Gilbert lebt in Los Angeles.

## Werke (Auswahl)
- Palomar (2003), Fantagraphics Books
- Sloth (2006), Vertigo Comics
- Heartbreak Soup (2007), Fantagraphics Books
- Human Diastrophism (2007), Fantagraphics Books
- Beyond Palomar (2007), Fantagraphics Books
- Speak of the Devil (2007-8), Dark Horse Comics

### In deutscher Sprache
- Blut von Palomar, Reprodukt
- Fliegen an der Decke, Reprodukt (mit Jaime Hernandez)
- Love & Rockets X, Reprodukt